# 国際連合安全保障理事会決議11
国連安全保障理事会決議11（こくさいれんごうあんぜんほしょうりじかいけつぎ11、英: United Nations Security Council Resolution 11, UNSCR11）は、1946年11月15日に国際連合安全保障理事会で採択された決議。国際連合憲章第93条第2項に基づき、スイスが国際司法裁判所に加盟するための条件を定めたものである。
同条件は以下の通り。
1. 国際司法裁判所規定の条項を承諾すること。
2. 国際連合憲章第94条による国際意連合加盟国の義務を承認すること。
3. 同国と協議の上、その時々に国際連合総会により査定される同裁判所に関する費用のうち適切な額を負担すること。
4. 上記3つを満たしたうえでスイス政府を代表して調印を行い、同国憲法において要求される手続きに従って批准をすること。

批准ののち事務総長に寄託された日に当事国となることとした。